# بردگوری کاج ۴
بردگوری کاج ۴ در شهرستان اردل، روستای کاج واقع شده و این اثر در تاریخ ۸ خرداد ۱۳۸۰ با شمارهٔ ثبت ۳۸۸۳ به‌عنوان یکی از آثار ملی ایران به ثبت رسیده است.